# Hara Masatane
Hara Masatane (原 昌胤?  n. 1531 – d. 29 iunie 1575) a fost un samurai japonez și senior al clanului Takeda la sfârșitul epocii Sengoku a istoriei Japoniei. Masatane era o rudă a lui Hara Toratane, un comandant militar priceput care provenea dintr-o altă ramură a familiei. A luptat în Bătălia de la Mimasetoge (1569) și a fost ucis în fruntea oștilor clanului Takeda în Bătălia de la Nagashino din 1575.
El a devenit cunoscut ca unul dintre „cei douăzeci și patru de generali ai lui Takeda Shingen”.
Rolul său în filmul Kagemusha (1980) al lui Akira Kurosawa a fost interpretat de actorul Noburu Shimizu.

## Legături externe
- „Legendary Takeda's 24 Generals” at Yamanashi-kankou.jp